# 暁の用心棒
『暁の用心棒』（伊: Un dollaro tra i denti、英: A Stranger in Town）は、1967年制作のマカロニ・ウェスタン。トニー・アンソニー主演。

## キャスト
| 役名       | 俳優                       | 日本語吹替                          | 日本語吹替 |
| 役名       | 俳優                       | NETテレビ版                         | ？版       |
| ---------- | -------------------------- | ----------------------------------- | ---------- |
| よそ者     | トニー・アンソニー         | 納谷悟朗                            | 小林清志   |
| アギラ     | フランク・ウォルフ         | 富田耕生                            | 森山周一郎 |
| マルカ     | ジア・サンドリ             | 来宮良子                            | 北浜晴子   |
| テッド     | ラース・ブロック           | 村瀬正彦                            |            |
| チカ       | ヨランダ・モディオ         | 渡辺知子                            |            |
| パコ       | アルトゥーロ・コルソ       | 雨森雅司                            |            |
| マリネロ   | アルド・ベルティ           | 城山知馨夫                          |            |
| コルボ     | ラフ・バルダサーレ         | 加藤精三                            |            |
| コルドーベ | フォルトゥナート・アリーナ | 緑川稔                              |            |
| 手下       | アントニオ・マルシナ       |                                     |            |
| 神父       | サルヴァトーレ・プンティロ | 大宮悌二                            |            |
| 村の女性   | ロセッラ・ベルガモンティ   | 島木綿子                            |            |
| その他     | N/A                        | 立壁和也 北村弘一 清川元夢 仲木隆司 |            |
|            |                            |                                     |            |
| 演出       | 演出                       | 春日正伸                            |            |
| 翻訳       | 翻訳                       | 鈴木導                              |            |
| 効果       |                            |                                     |            |
| 調整       |                            |                                     |            |
| 制作       | 制作                       | ニュージャパンフィルム              |            |
| 解説       |                            |                                     |            |
| 初回放送   | 初回放送                   | 1971年4月3日 『土曜映画劇場』       | 放送日不明 |

※NETテレビ版はDVD・BDに収録
※？版は音質の問題からソフト未収録

## スタッフ
- 監督：ヴァンス・ルイス（イタリア語版）
- 製作：マッシモ・グアルディ、ロベルト・インファセッリ（イタリア語版）
- 脚本：ジュゼッペ・マンジョーネ（イタリア語版）、ウォーレン・ガーフィールド
- 撮影：マルチェロ・マシオッキ
- 編集：マウリツィオ・ルチーディ
- 音楽：ベネデット・ギリア（イタリア語版）

日本語版
※テレビ版1
- 演出：春日正伸
- 翻訳：鈴木導
- 制作：ニュージャパンフィルム